# Paragryllacris combusta
Paragryllacris combusta là một loài dế có ở Australia.